# Lindener Marktplatz 2

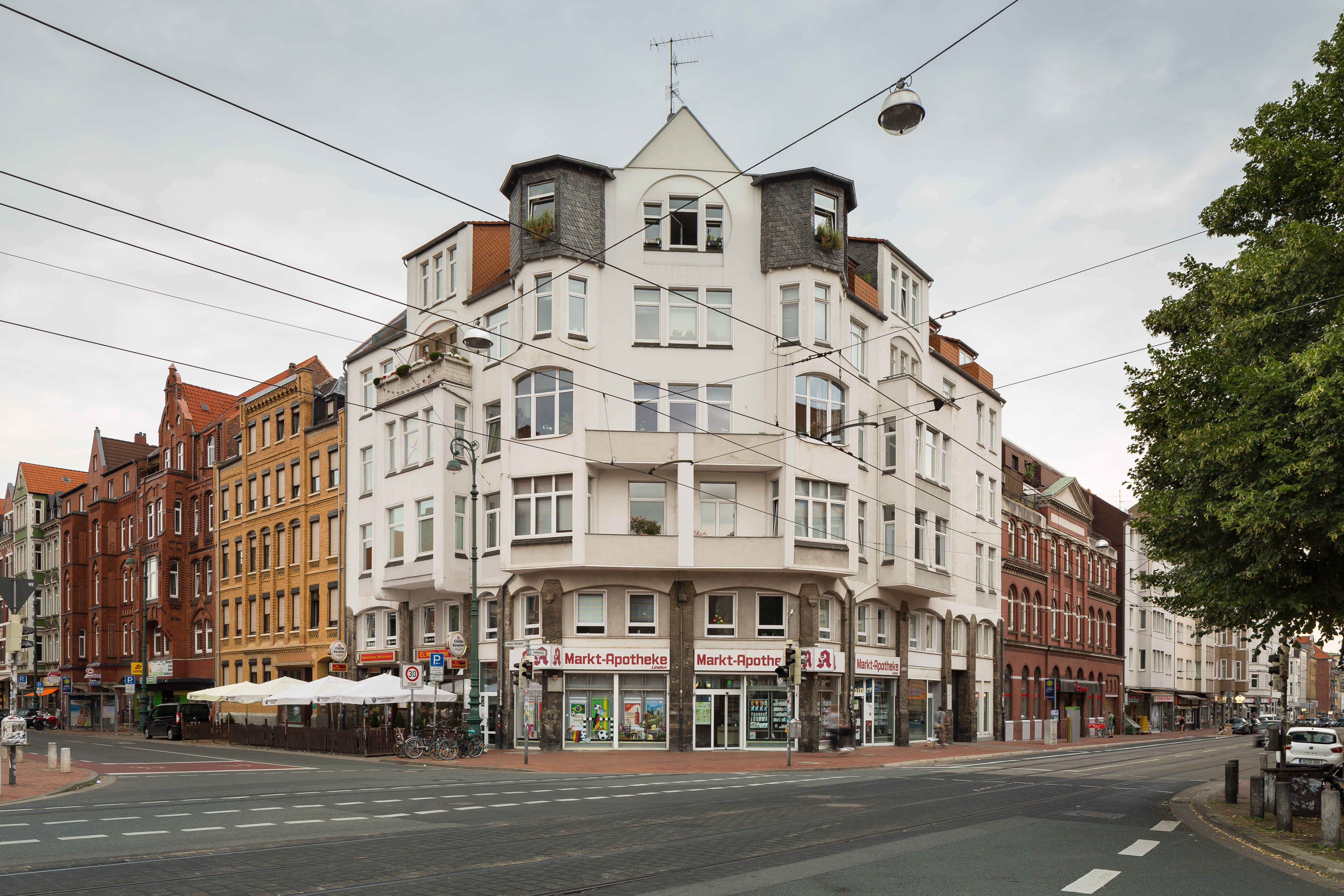
Das Haus Lindener Marktplatz 2 als hell verputztes Eckgebäude am Lindener Marktplatz

Das Haus Lindener Marktplatz 2 in Hannover ist ein denkmalgeschütztes Mehrfamilien-Mietshaus mit Ladengeschäft im Erdgeschoss aus der Zeit des Deutschen Kaiserreichs. 1906 wurde hier die deutsch-jüdische Historikerin und politische Philosophin Hannah Arendt geboren. Standort des Eckgebäudes ist der Lindener Marktplatz Ecke Falkenstraße im heutigen Stadtteil Linden-Mitte.

## Geschichte und Beschreibung
Das Gebäude entstand im Zuge der Anlage des Lindener Marktplatzes. In dieser Zeit nach der Industrialisierung und der Gründerzeit war die 1885 selbständig gewordene Industriestadt Linden bestrebt, zwischen der Ihmebrücke am Schwarzen Bären und der Kirche St. Martin am Lindener Berg ein neues Stadtzentrum zu bauen. „In einem städtebaulichen Kraftakt“ und nach zum Teil langwierigen Enteignungen entstand so zwischen der Villa Stephanus und der Falkenstraße in Höhe der alten Posthornstraße schließlich der gewünschte, neu angelegte rechteckige Marktplatz. Die junge Stadt setzte damit „wie mit keiner anderen Planung [... einen] deutlichen Schlussstrich unter die dörfliche Vergangenheit“. Gegenüber dem Neuen Lindener Rathaus und dem ehemaligen Kaiserlichen Postamt am Knick der ehemaligen Dorfstraße entstanden in den Jahren zwischen 1892 und 1902 großstädtische Mietshäuser, sämtlich mit Läden oder Gaststätten in den Erdgeschossen.

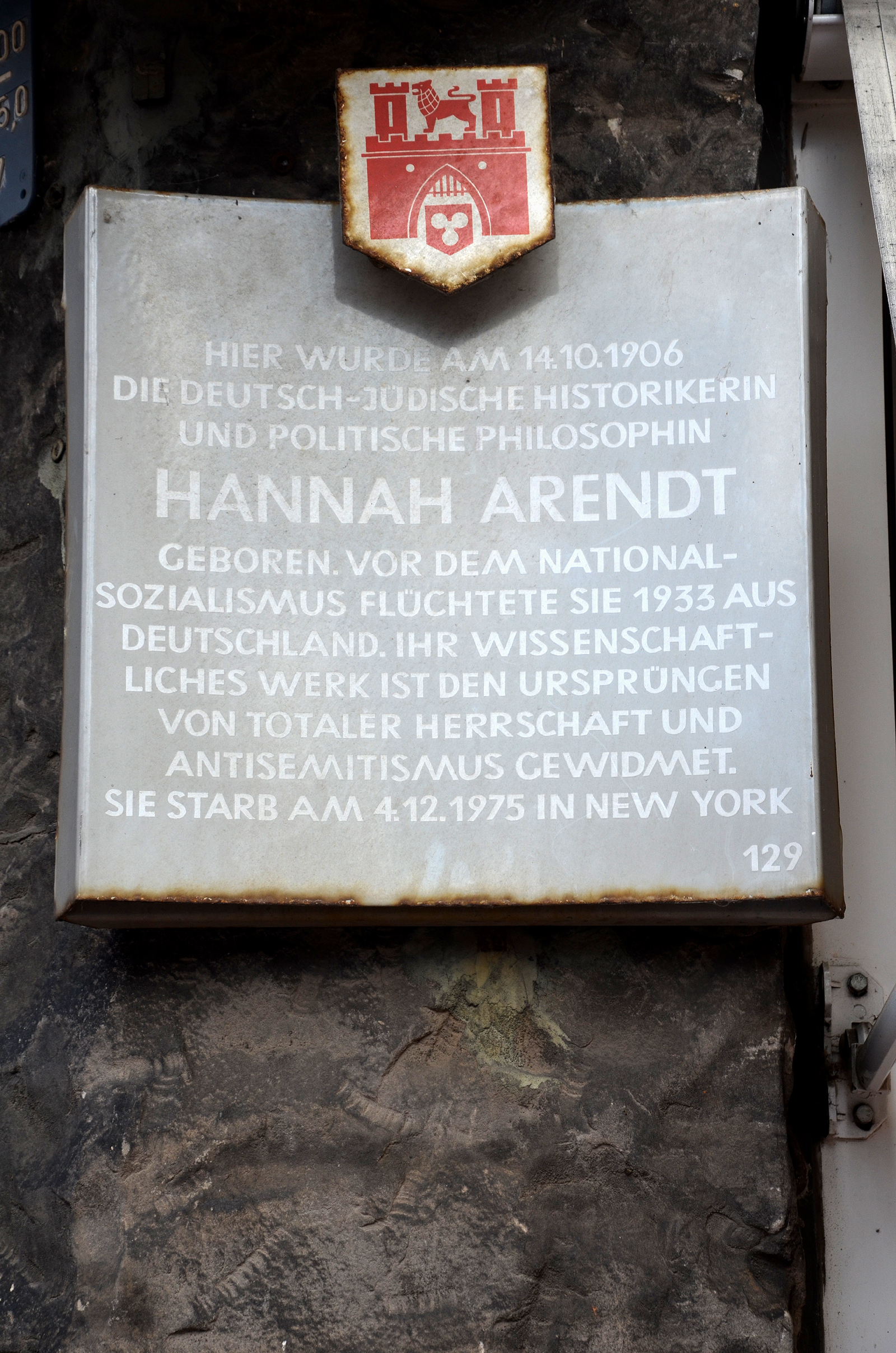
Stadttafel Nummer 129, darunter Naturstein mit Fossilien

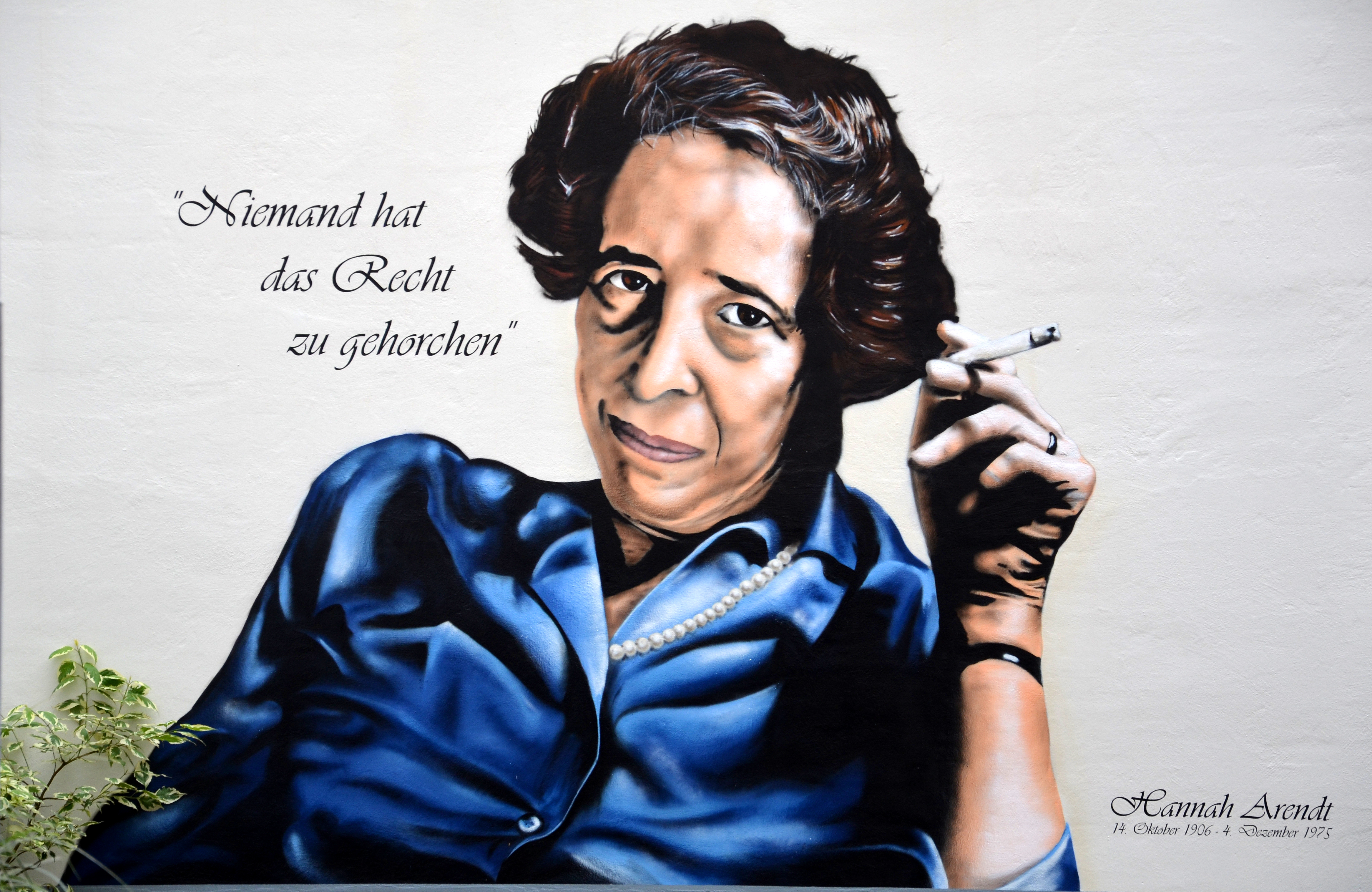
Das 2014 in der Hofeinfahrt aufgebrachte Graffito des Künstlers Patrik Wolters alias BeneR1

Während sich die verschiedenen Architekten von den geraden Hausnummern 4 bis 12 bei den Verblend-Ziegelbauten mit neugotischen oder, wie bei Nummer 7, mit Stilelementen der Hannoverschen Architekturschule bedienten, entwickelten sie die Formensprache an den Hausnummern 6 und 8 stilistisch weiter. Andere Architekten eiferten der traditionellen Repräsentations-Architektur des späten 19. Jahrhunderts nach mit ihrer reichen Putz-Gliederung im Stil der Neorenaissance, etwa die Häuser mit den ungeraden Nummern 3, 5 und 9 oder das Eckgebäude Stephanusstraße 1.
Von dieser Häusergruppe hob sich das stilistisch jüngste Wohngebäude am Lindener Marktplatz 2 Ecke Falkenstraße nicht nur durch das an seiner Fassade verwendete Material ab: Das symmetrische errichtete Haus wurde an der Ladenzone mit Naturstein-Vorlagen versehen, die vereinzelt Fossilien aufweisen. In den Flächen war der reich mit Erkern, Loggien und Balkonen ausgestattete Eckbau ansonsten mit weiteren dekorativen Elementen verputzt, von denen jedoch nicht alle erhalten blieben.
Nach der Zeit des Nationalsozialismus erinnerte die niedersächsische Landeshauptstadt mit der hannoverschen Stadttafel Nummer 129 unter dem Wappen der Stadt an Hannah Arendt.

„Hier wurde am 14.10.1906 die deutsch-jüdische Historikerin und politische Philosophin Hannah Arendt geboren. Vor dem Nationalsozialismus flüchtete sie 1933 aus Deutschland. Ihr wissenschaftliches Werk ist den Ursprüngen von totaler Herrschaft und Antisemitismus gewidmet. Sie starb am 4.12.1975 in New York.“

Der Künstler Patrik Wolters alias BeneR1 fertigte 2014 im Seiteneingang von der Falkenstraße aus eine Graffiti-Serie mit Motiven aus Linden, dazwischen jedoch auch ein Brustbild von Hannah Arendt, das nach einer Fotografie aus der Provenienz von Käthe Fürst (Ramat Ha Sharon, Israel) gefertigt wurde. Neben dem Bildnis brachte Wolters eines der bekanntesten Hannah Arendt zugeschriebenen Zitate auf.

„Niemand hat das Recht zu gehorchen.“